# Lizard Point

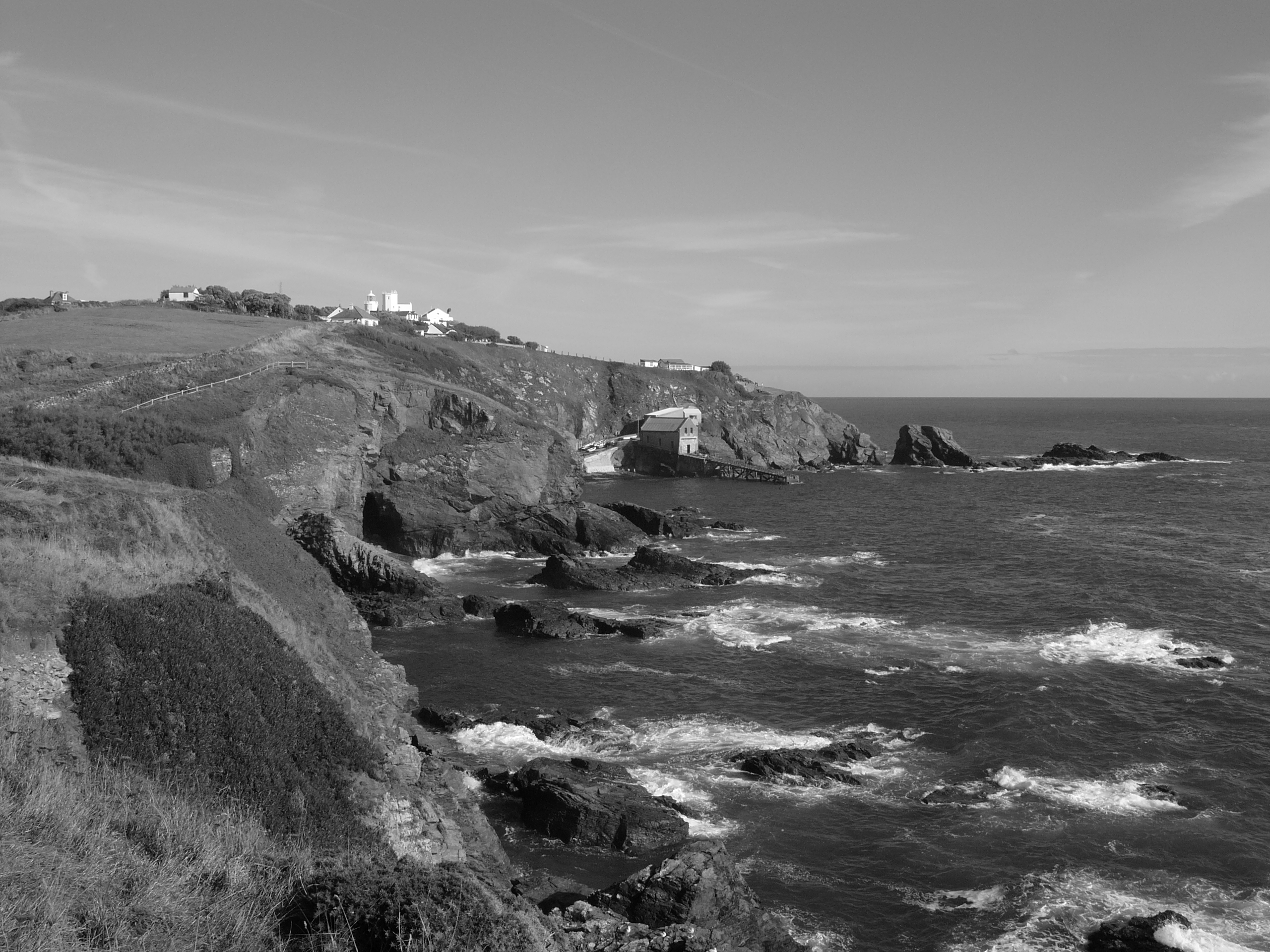
Lizard Point

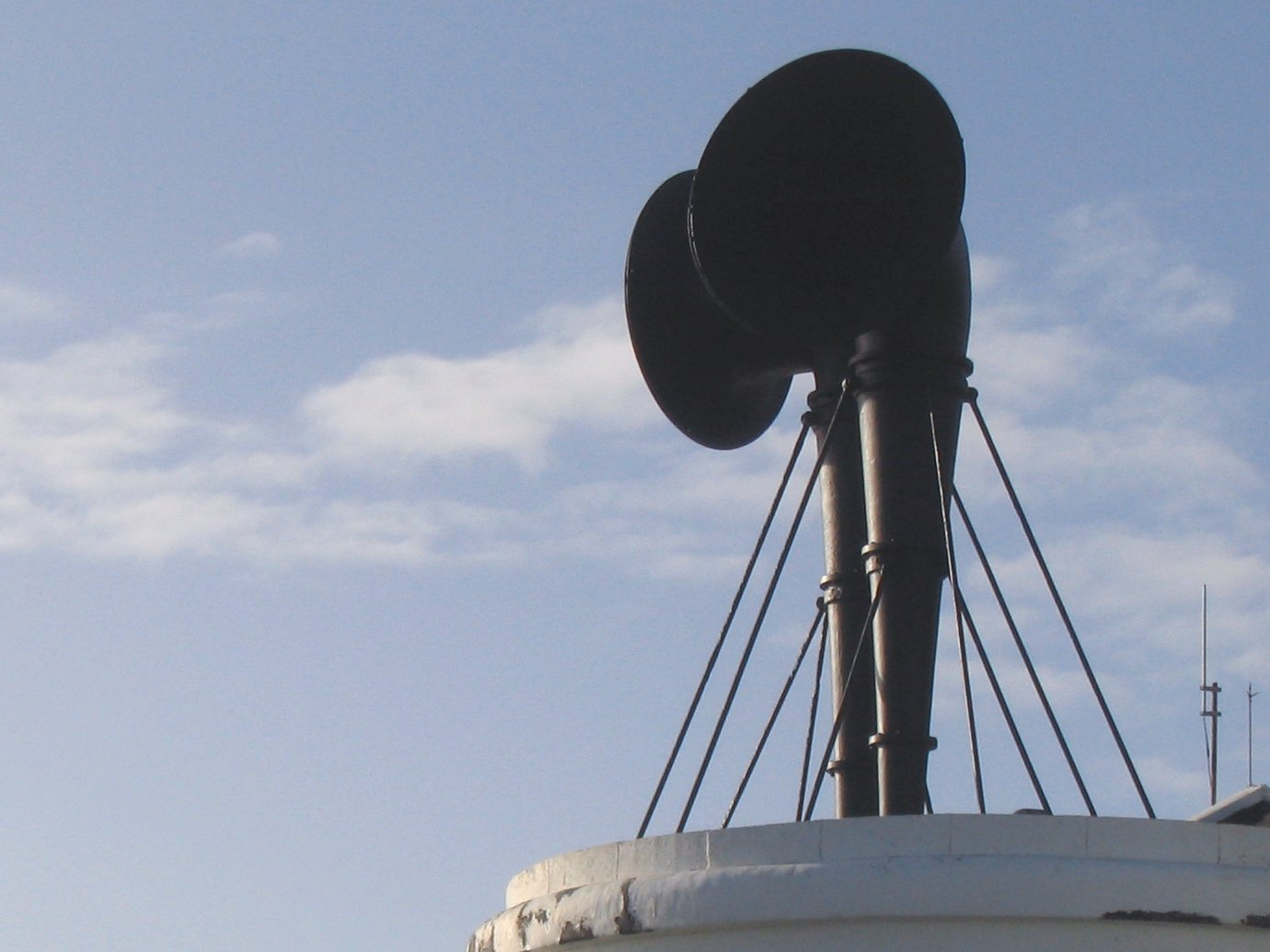
Buczki mgłowe na Lizard Point

Lizard Point (korn. an Lysardh) – przylądek na południowym końcu kornwalijskiego półwyspu Lizard w Anglii. Jest najbardziej na południe wysuniętym punktem wyspy Wielka Brytania. Stanowi wschodnią granicę zatoki Mount’s Bay. Miejsce jest niebezpieczne dla statków, w pobliżu Lizard Point doszło kilkakrotnie do ich zatonięć. Na przylądku usytuowana jest latarnia morska Lizard.
W pobliżu Lizard Point marynarka angielska stoczyła w 1588 roku bitwę z hiszpańską Armadą.
Podczas wojny o sukcesję hiszpańską, w październiku 1707 w okolicy przylądka francuska eskadra rozbiła wielki konwój brytyjski, likwidując jego eskortę i zdobywając kilkanaście statków handlowych. 